# Ndwedwe
Ndwedwe (officieel Ndwedwe Local Municipality) is een gemeente in het Zuid-Afrikaanse district iLembe.
Ndwedwe ligt in de provincie KwaZoeloe-Natal en telt 140.820 inwoners.

## Hoofdplaatsen
Het nationaal instituut voor de statistiek, Stats SA, deelt sinds de census 2011 deze gemeente in in 66 zogenaamde hoofdplaatsen (main place):
Abejuti • Amatata • Bhidakhona • Bhulushe • Chibini • Dalibha • Doringkop • Emnamane • Emtwandle • Esigedleni • Ezikotshini • Glen Mill • Glendale • Hlomantethe • Inkangala • Intaphuka • Kranskloof • Krusfontein • KwaDeda • KwaMadonsula • KwaNgcongangconga • KwaNyuswa • Kwazini • Luthuli • Maduna • Mahlabathini • Manjonjweni • Mbhukubhu • Mhlugwini • Mkhukhuze • Mpangisa • Msilili • Msunduze • Mthombisa • Nambithani • Ndondolo • Ndwedwe • Ndwedwe NU • Newspaper • Ngedleni • Nhlangwini • Nkumba-Nyuswa • Nobanga • Nonoti • Noodberg • Nsonono • Nsuze • Nyonyana • Ofantwini • Ogunjini • Ohlange • Sangwana • Shangase • Shudu • Sigedleni • Sikeni • Sindumbeni • Sinembe • Sitshikitselweni • Tafamasi • Tucrose • Umdloti • Upper Mantungwa • Usuthu • Wewe • Zimpondweni.